# Camrose
Camrose ist eine Gemeinde im Zentrum von Alberta (Kanada) inmitten der landwirtschaftlich ergiebigsten Gebiete der Prärie. Sie wuchs ursprünglich entlang einer Eisenbahnlinie und wächst heute entlang des Alberta Highway 13 weiter. Camrose ist eine landschaftlich reizvolle Stadt mit einer Vielzahl von Parkanlagen, weswegen sie auch Stadt der Rosen genannt wird. Ein hoher Anteil der Einwohner von Camrose sind Rentner. Die Gemeinde hat seit 1955 den Status einer Stadt (englisch City) und ist Verwaltungssitz des umgebenden Camrose County.

## Geografie
Camrose liegt ungefähr 95 Kilometer südöstlich von Edmonton, der Hauptstadt von Alberta, in einer landschaftlichen Übergangsregion zwischen Prärie und Borealem Wald, die Aspen Parklands genannt wird. Es ist ein wichtiges Zentrum für die kleinen landwirtschaftlichen Gemeinden der Umgebung. Durch die Stadt fließt der Fluss Stoney Creek, welcher in den Battle River mündet.

## Geschichte
Das Gebiet um Camrose wurde ungefähr um 1900 durch europäische Einwanderer besiedelt. Damals war die nahegelegene Siedlung Wetaskiwin ein wichtiges Zentrum für die Pioniere – es war typischerweise der letzte Aufenthalt, bevor sie auf die Suche nach nahegelegenem Land loszogen. Das Gebiet, auf dem später Camrose entstand, war ungefähr eine Tagesreise entlang der Eisenbahnlinie von Wetaskiwin entfernt, was es zu einem beliebten Ort auf dem Weg der Pioniere machte. Schon bald kamen die ersten Geschäftsleute und Siedler, hauptsächlich aus skandinavischen Ländern, aber auch aus den USA. Zu dieser Zeit wurde der Ort Siedlung von Stoney Creek genannt. 1904 wurde die Postzustellung aufgenommen, die ersten Geschäfte eröffnet und der erste RCMP-Polizeibeamte nahm seinen Dienst auf.
Am 4. Mai 1905 wurde die Siedlung ein eigenständiges Dorf unter dem Namen Sparling, benannt nach Reverend Dr. Sparling. Weil der Name jedoch oft mit Sperling und Stirling verwechselt wurde, nannte der Gemeinderat den Ort 1906 nach Camrose um. Es gibt keine faktischen Belege für den Grund der Namenswahl, aber man nimmt allgemein an, dass es nach einem Ort in Südwales benannt wurde. Im Dezember 1906 wurde Camrose eine eigene Ortschaft.
1906 bekam Camrose seine erste Zeitung, die Camrose Mail, die 1908 vom Camrose Canadian abgelöst wurde, der bis heute existiert. 1907 errichtete die Stadt ihr erstes Verwaltungsgebäude, das auch die erste Polizeistation und Feuerwache beinhaltete. Im Oktober 1907 wurde Camrose durch die staatliche Telefongesellschaft von Alberta an das Telefonnetz angeschlossen und bis zum Jahr 1908 hatten ungefähr 50 Bewohner einen Telefonanschluss. 1911 wurde das erste Kraftwerk gebaut. Das aus dieser Zeit noch erhalten „Old Courthouse“ gilt heute, neben anderen Gebäuden aus dieser Zeit, als von besonderem historischen Wert und beherbergt inzwischen eine öffentliche Bücherei.
Von 1905 bis 1914 gab es in der Gegend von Camrose einen Bau von Eisenbahnlinien in größerem Ausmaß. Camrose wurde zu einem kleinen Eisenbahnknotenpunkt, da es an Bahnlinien lag die sowohl zu Edmonton und Calgary führten als auch zu vielen der kleineren Städte in der Mitte von Alberta, wie Vegreville, Stettler, Drumheller und Wetaskiwin. Um 1914 kamen täglich 12 Personenzüge durch Camrose. Zu jener Zeit war das Wachstum von Camrose stark mit der Eisenbahn verbunden.
Am 26. Juni 1913 wurde das erste Universitätsgebäude des Camrose Lutheran College eröffnet. Heute gibt es diese Universität immer noch unter dem Namen Augustana University College, sie ist jetzt eng mit der Universität von Alberta verbunden.
Während des Zweiten Weltkriegs wurde der Marktplatz von Camrose in ein Ausbildungslager der Armee umgewandelt. Tausende kanadische junge Männer kamen nach Camrose um ihre Grundausbildung zu erhalten.
Am 1. Januar 1955 wurde Camrose zur Stadt. Bis 1958 wurde das alte Postgebäude in eine neue Stadthalle umgebaut. Weil Camrose aber die alte Stadthalle bereits 1954 an die kanadische Regierung verkauft hatte, musste der Stadtrat in den fast drei Jahren dazwischen in der Halle der örtlichen methodistischen Kirche tagen.
Camrose ist seitdem weiter gewachsen, auch nachdem die Bedeutung der Eisenbahn zurückging. Es erstreckt sich jetzt entlang des Highway 13 und wird immer mehr zu einem wichtigen Haltepunkt für Reisende. Seit der Einführung des Big Valley Jamboree Festes in Camrose orientiert es sich noch weiter in Richtung Tourismus und Fremdenverkehr.

## Demographie
Der Zensus im Jahr 2016 ergab für die Gemeinde eine Bevölkerungszahl von 18742 Einwohnern, nachdem der Zensus im Jahr 2011 für die Gemeinde noch eine Bevölkerungszahl von 17286 Einwohnern ergab. Die Bevölkerung hat dabei im Vergleich zum letzten Zensus im Jahr 2011 schwächer als die Entwicklung in der Provinz um 8,4 % zugenommen, während der Provinzdurchschnitt bei einer Bevölkerungszunahme von 11,6 % lag. Im Zensuszeitraum 2006 bis 2011 hatte die Einwohnerzahl in der Gemeinde um 10,6 % zugenommen, während sie im Provinzdurchschnitt um 10,8 % zunahm.

## Bildung
Die vorrangige Hochschule in Camrose ist das Augustana University College, die jüngste Erweiterung der Universität von Alberta. Gegründet als eine lutherische Hochschule, bietet das Augustana nun ein ähnliches Programm wie die Universität. Des Weiteren gibt es in Camrose das Canadian Lutheran Bible College und das Gardner Bible College.
In Camrose gibt es sowohl eine öffentliche als auch eine katholische Schulbehörde. Die öffentliche Schulbehörde mit dem Namen Battle River Regional Division unterhält 37 Schulen in Camrose und Umgebung. Die katholische Schulbehörde unterhält eine Grundschule und eine Oberschule.

## Kultur und Sehenswürdigkeiten

### Parkanlagen
Camrose wird oft die „Stadt der Rosen“ genannt, aufgrund seiner Vielfalt von Parkanlagen, in denen es eine große Anzahl von Wildrosen gibt. Auch hat der lokale Rosenzüchter Jerry Twomey die Camrose Rose gezüchtet und patentiert. Gezüchtet, um dem harten Klima in Alberta zu widerstehen, wurde die Camrose-Rose 1995 in Camrose eingeführt. Sie kann beim Bill Fowler Zentrum besichtigt werden.
- Der Jubilee Park ist in einem Tal gelegen und mit Grillanlagen, einem sich schlängelndem Bach und großen offenen Rasenanlagen ausgestattet.
- Der Mirror Lake befindet sich im Zentrum der Stadt. Der Mirror Lake Park ist der Mittelpunkt der städtischen Parkanlagen in Camrose. Am Ufer des Sees liegt das Bill Fowler Zentrum mit der Handelskammer und das Touristen-Informationszentrum. Das Zentrum zeichnet sich durch ein Wandbild aus, das in roten Ziegel gehauen ist. Das Bild zeigt viele der einheimischen Tierarten aus der Gegend um den Mirror Lake.

### Sport und Erholung
Das hauptsächliche Stadion in Camrose ist die Max McLean Arena, in welcher die Eishockeyturniere Viking Cup und Camrose Kodiaks AJHL Games abgehalten werden. Camrose hat ein Schwimmbad und zahlreiche andere Sportanlagen.

## Söhne und Töchter der Stadt
- Kenneth E. Iverson (1920–2004), Mathematiker
- Roy C. Anderson (1926–2001), Parasitologe
- Clarence Servold (1927–2019), Skisportler
- Irvin Servold (* 1932), Skisportler
- Paul Pedersen (* 1935), Komponist und Musikpädagoge
- Carol Gibson (* 1964), Skilangläuferin
- Scott Ferguson (* 1973), Eishockeyspieler
- Josh Green (* 1977), Eishockeyspieler und -trainer
- Tyler Bouck (* 1980), Eishockeyspieler
- Brennan Evans (* 1982), Eishockeyspieler
- Karl Stollery (* 1987), Eishockeyspieler

## Medien
In Camrose wird der Camrose Canadian vertrieben, eine kleine zweiwöchentliche Zeitung, die es seit 1908 gibt. Camrose hat ebenfalls einen eigenen lokalen Fernsehkanal, der hauptsächlich zu Werbezwecken genutzt wird.